# Mietshaus August Mintz (Stettin)
Mietshaus August Mintz in Stettin ist ein denkmalgeschütztes Wohngebäude mit Nutzräumen, das sich an der Ecke von der Aleja Jana Pawła II (vor dem Zweiten Weltkrieg: Kaiser-Wilhelm-Straße) und Ulica Śląska (vor dem Zweiten Weltkrieg: König-Albert-Straße) befindet. Es liegt in der Stettiner Stadtsiedlung Centrum im Bezirk Śródmieście.

## Beschreibung
Dieses Mietshaus ist ein überlebender Vorbild der am Ende des 19. Jahrhunderts errichteten Miethausbebauung rund um den sternförmigen Grunwaldzki-Platz (vor dem Zweiten Weltkrieg: Kaiser-Wilhelm-Platz). Es zeichnet sich durch die Apotheke im Erdgeschoss, die im Jahr 1900 eröffnet wurde und bis heute fast ununterbrochen geöffnet ist.
Im Jahre 1900 wurde die Apotheke von G. Luckenbach im Erdgeschoss eröffnet. Der wichtigste Raum der Apotheke war der Expeditionsraum mit Kassen. Die Wände und die Decke des Raumes wurden mit Holztäfelungen verziert. An die Wände wurde ein hölzernes Regal mit einer Uhr und einer Rückwand in Form von Spiegeln aufgestellt. 1928 wurde an der Fassade eine Uhr installiert. Nach 1945 übernahm die Apotheke das neue pharmazeutische Unternehmen Cefarm Szczecin. Die meisten Einrichtungsgegenstände aus der Vorkriegszeit sind bis in die Neuzeit erhalten geblieben.

## Bilder

### Fassaden

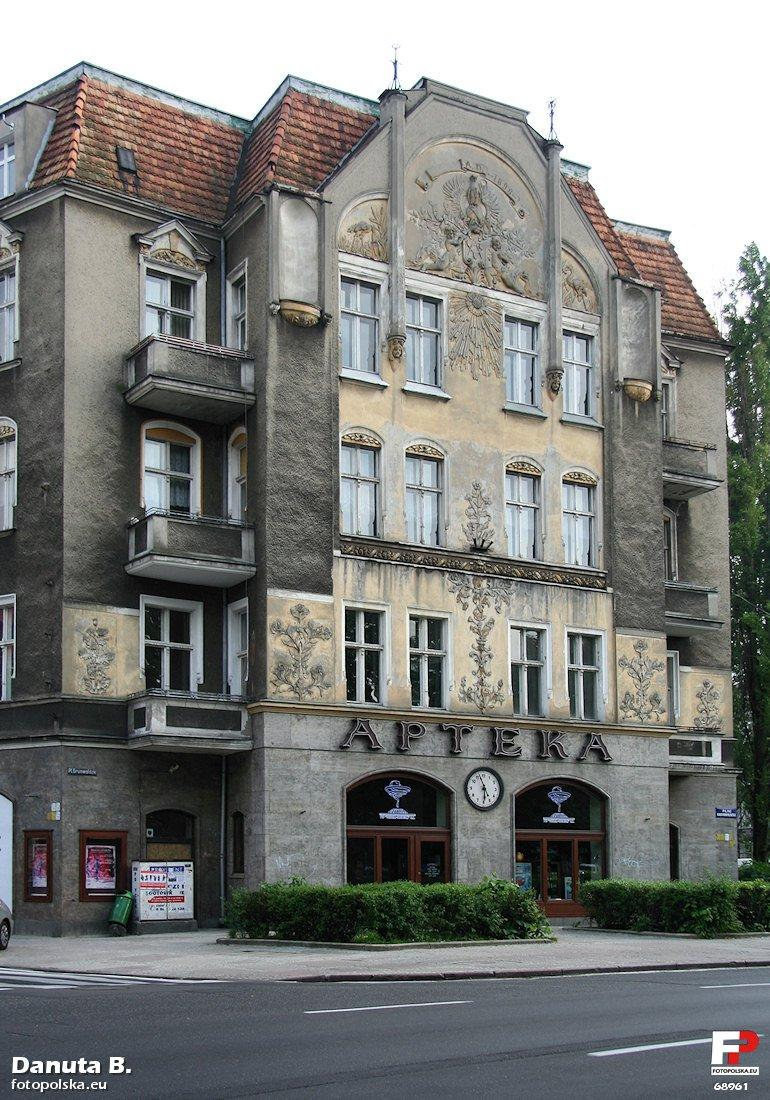
Risalit
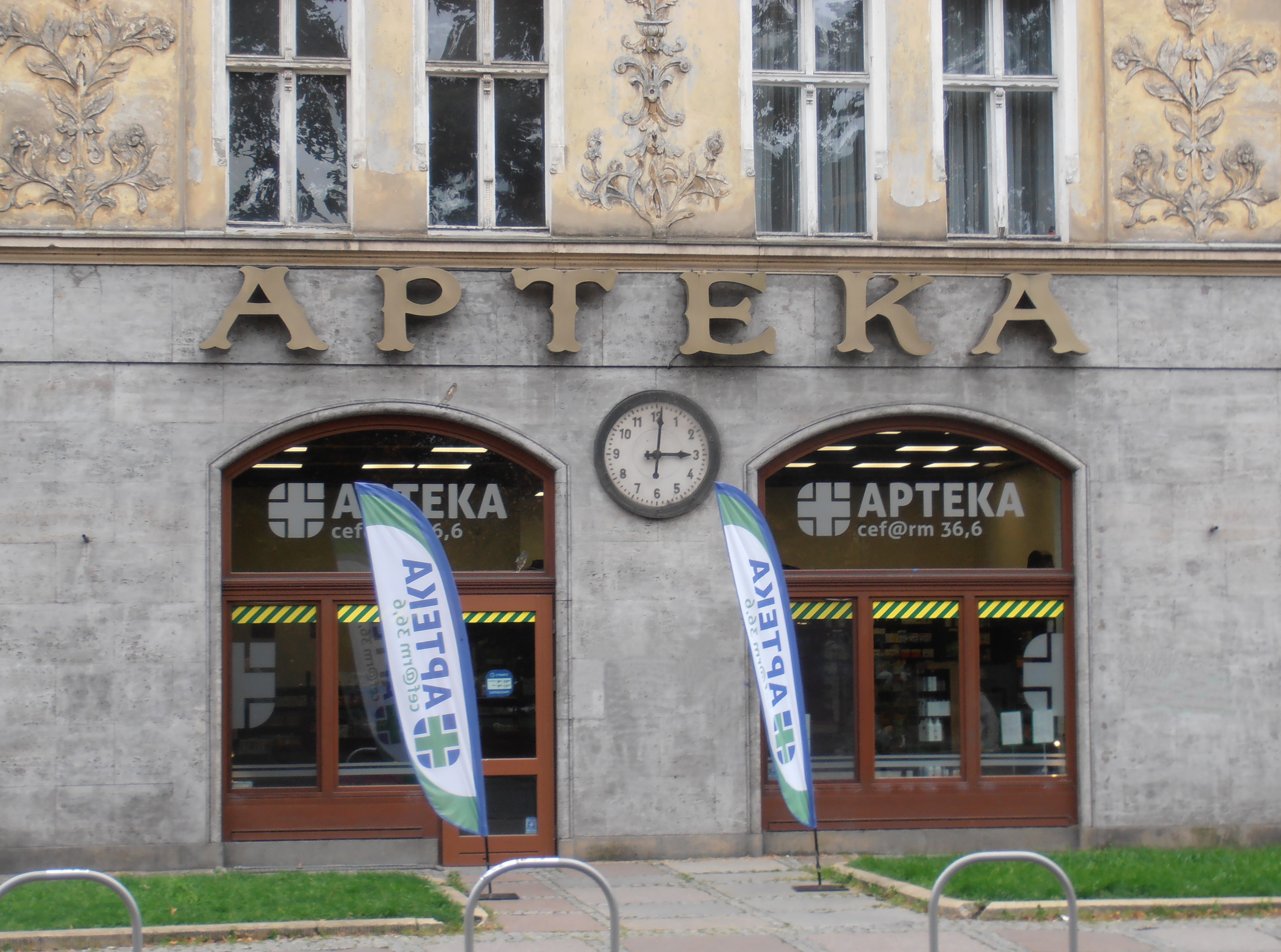
Fassade der Apotheke mit Außenuhr
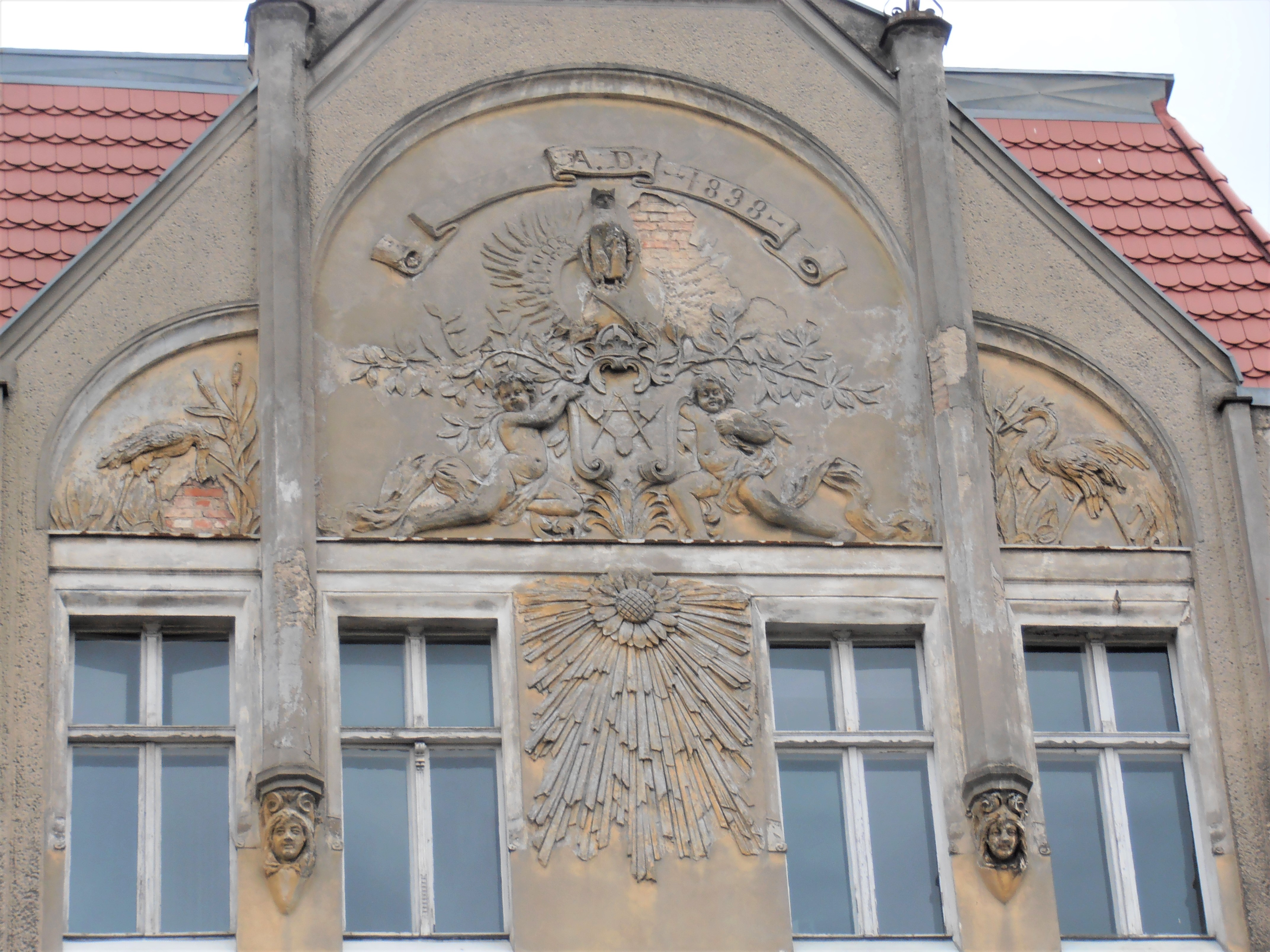
Giebel
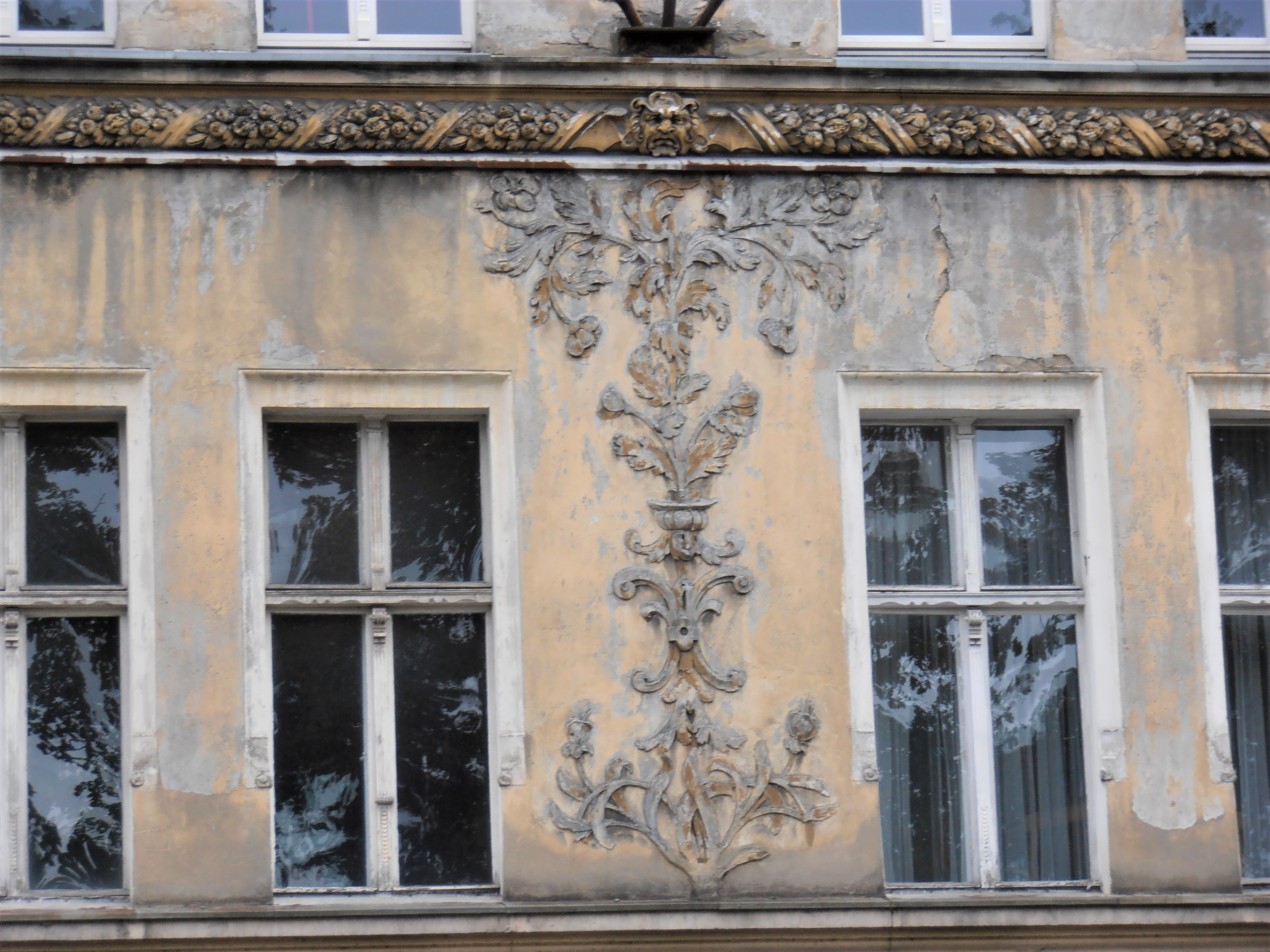
Detail der Frontfassade

### Innenraum der Apotheke

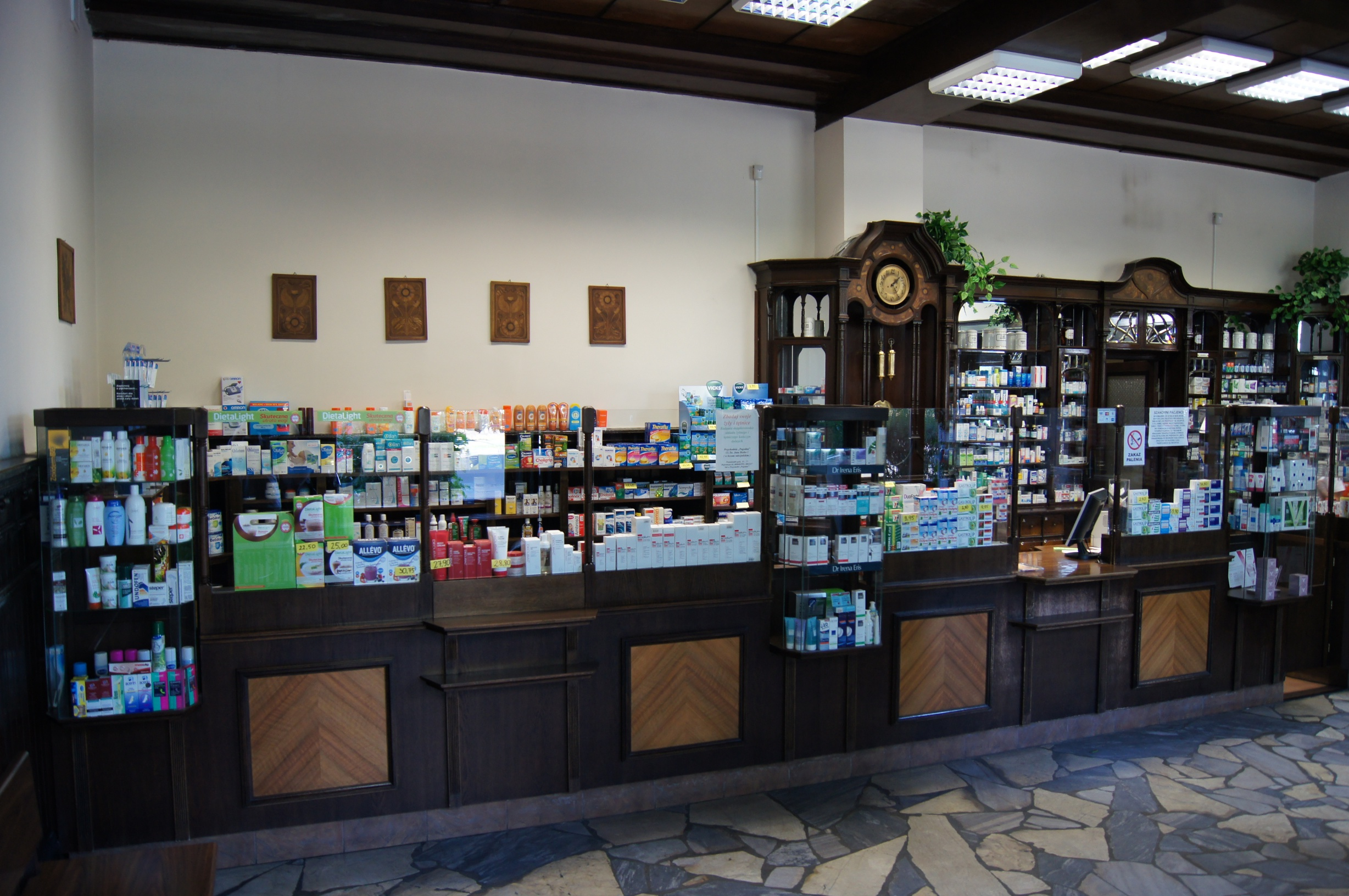
Apothekenregal mit Innenuhr
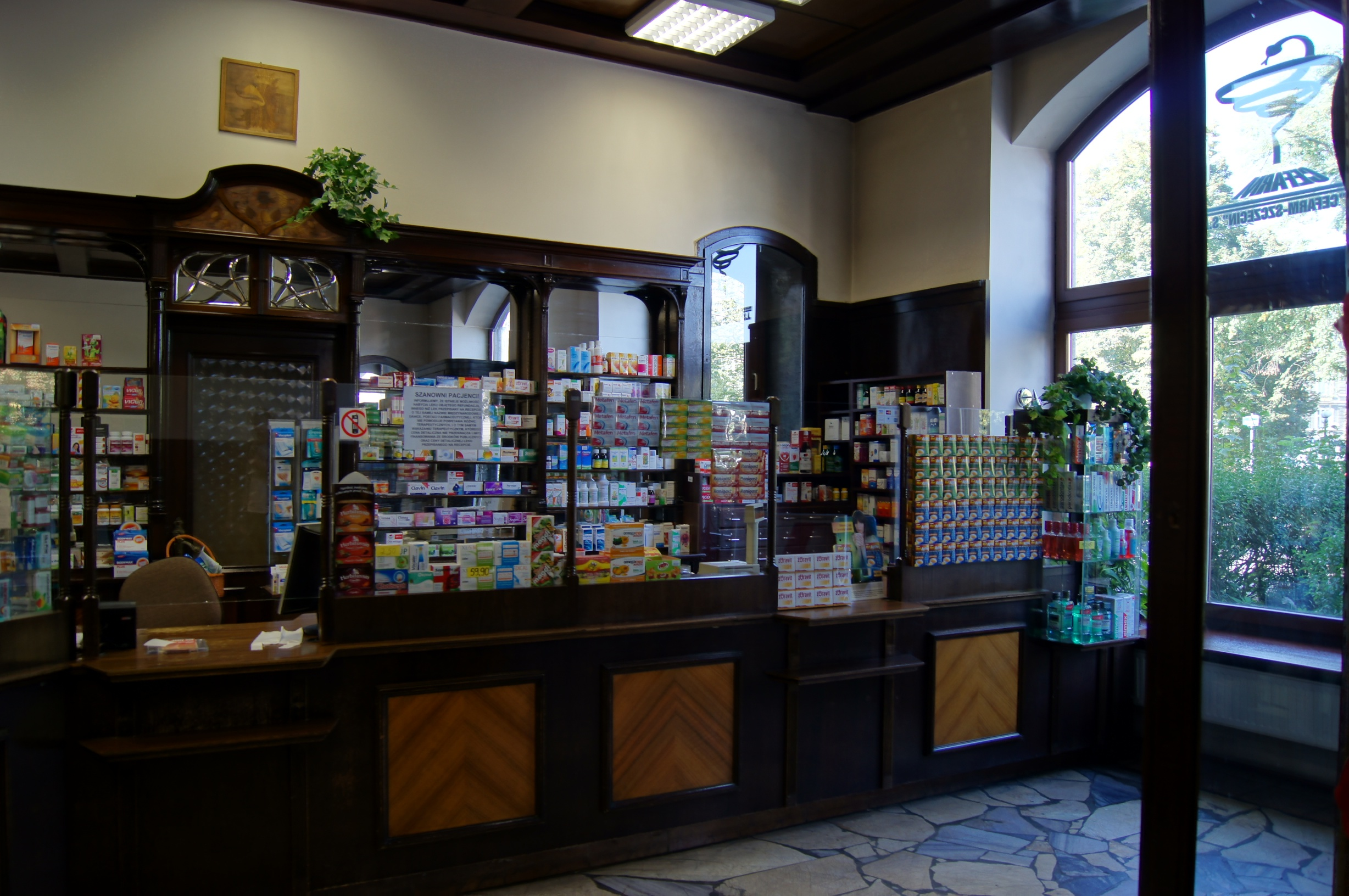
Apothekenregal
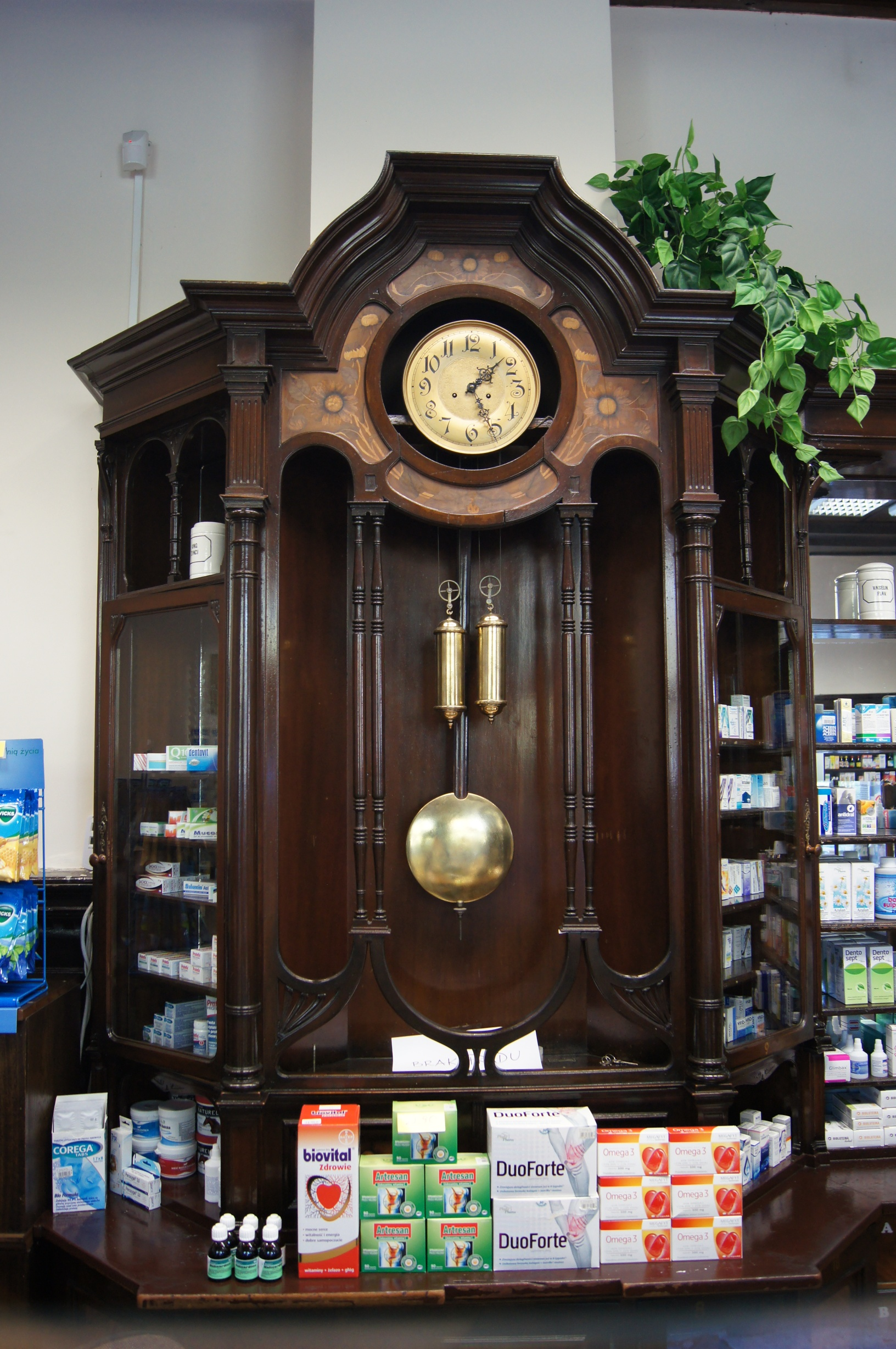
Innenuhr
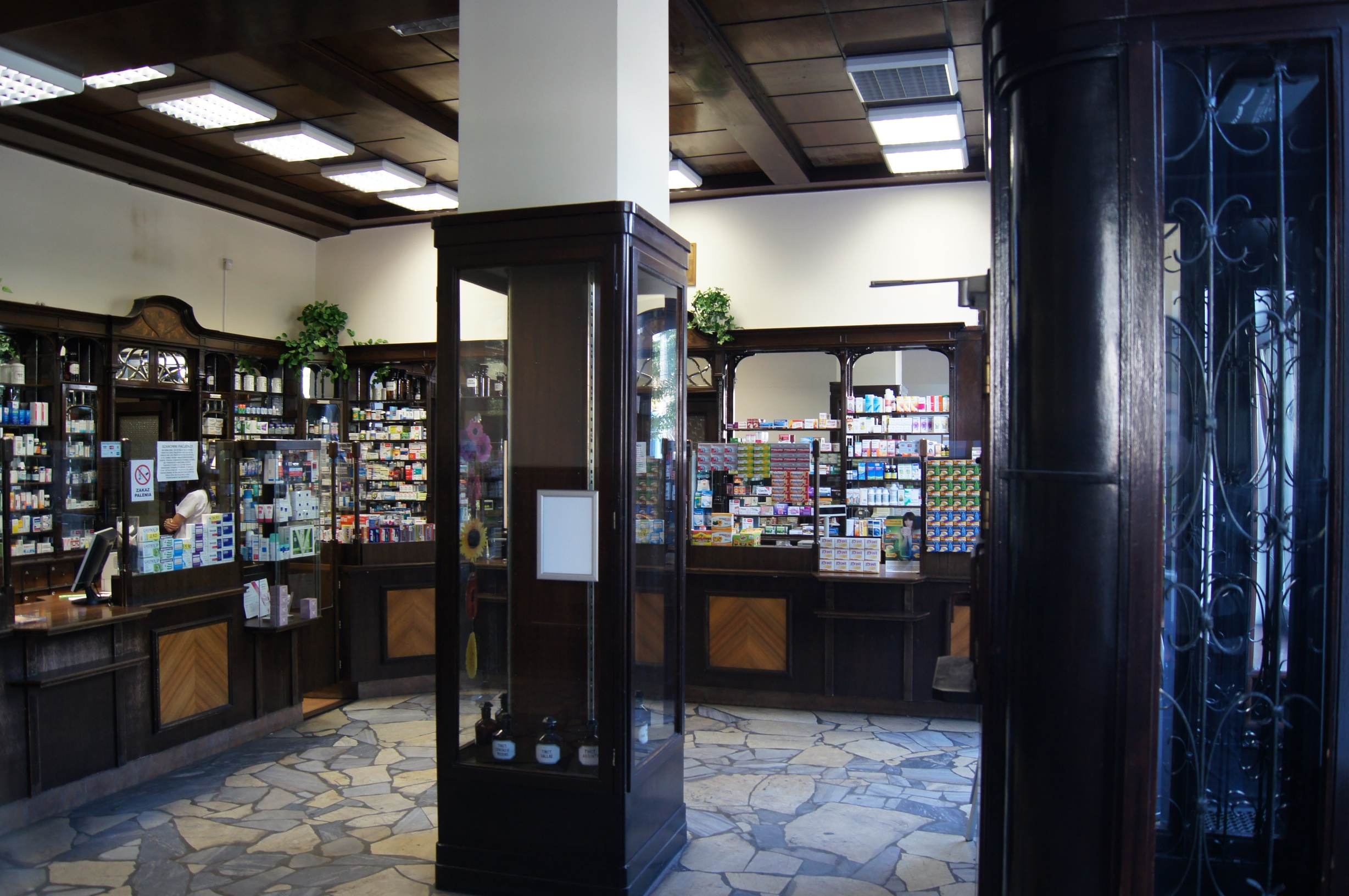
Vitrine mit einer Ausstellung von Apothekengeschirr